# Écoutille

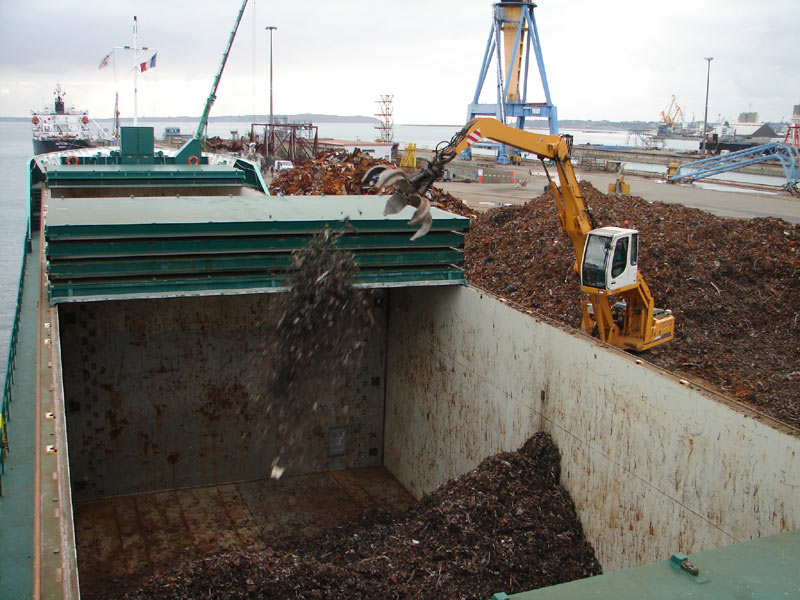
Chargement de ferraille à travers l'écoutille d'un vraquier côtier.

Une écoutille est une ouverture rectangulaire dans le pont d'un bateau, destinée au passage ou au chargement ou déchargement des marchandises et provisions de bord.
Les écoutilles sont généralement entourées d'un cadre surélevé appelé surbau ou improprement hiloire et destiné à prévenir les entrées d'eau de ruissellement (mais certaines sont à plat-bord) et recouvertes d'un panneau. Si ce panneau est vitré, il peut être appelé une claire-voie.
Par extension, les écoutilles désignent des ouvertures qui assurent l'étanchéité lors de l'amarrage de deux engins spatiaux ou qui permettent le passage entre les différents modules pressurisés des stations spatiales .

## Étymologie
Ce mot est issu de l'espagnol escotilla qui, en vieux français, a donné écoste et enfin le mot que nous connaissons. Littéralement, ce mot signifie échancrure.

## Historique
Sur les vaisseaux anciens, par beau temps et afin d'aérer les compartiments inférieurs, on remplaçait les panneaux étanches  par des panneaux en bois en forme de grille appelés caillebotis.
Le premier pont des vaisseaux comportait en général six écoutilles  :
1. L'écoutille du maître canonnier
2. L'écoutille de la sainte-barbe
3. L'écoutille de la cambuse
4. La grande écoutille en avant du grand-mât
5. L'écoutille du bosco
6. L'écoutille de la fosse aux lions

## Aujourd'hui
Les écoutilles servant au passage sont appelées descentes, et celles qui concernent les mouvements de la cargaison panneaux ou encore improprement hiloires.